# Гжещак, Матеуш
Матеуш Гжещак (пол. Mateusz Grzesiak, род. 3 апреля 1980, Белосток) — польский консультант, психолог, академический преподаватель, доктор экономических и социальных наук. Автор книг по менеджменту, психологии и маркетингу. Создатель Mixed Mental Arts — интегрированной модели гибких навыков. Гжещак внёс значительный вклад в создание, а затем и в продвижение рынка личностного развития в Польше.

## Образование
Окончил факультет юриспруденции и администрации Варшавского университета в 2004 году и факультет психологии Высшей школы социальной психологии в 2008 году. Был стипендиатом Боннского Университета имени Фридриха Вильгельма. Является доктором экономических наук в сфере менеджмента с 2017 года. В 2020 году стал доктором социальных наук в сфере педагогики. Имеет докторскую степень в области психологии с 2021 года.

## Карьера
Деловая активность Матеуша Гжещака началась в 2005 году. С 2013 года он занимает пост председателя правления компании Starway, предоставляющей услуги в сфере обучающих курсов.
Ведёт авторские курсы как в Польше, так и за рубежом — в Южной Америке (по-испански в Эквадоре, Мексике и Колумбии, по-португальски в Бразилии) и в Европе (по-немецки в Германии, по-английски в Великобритании, Ирландии, Швейцарии, Словении и Израиле, по-русски в Украине). Принимает участие в международных конгрессах, посвящённых лидерству (в частности, в США), на которых выступает в качестве лектора. В 2018 году был членом жюри конкурса «Вдохновители Бизнеса. Лучший Работодатель».
Ведёт курсы и реализует проекты в сфере стратегии продаж, лидерства и управления для автомобильной, топливной, FMCG, энергетической, косметической, банковской, страховой и IT отраслей. В частности, для Audi, Arbonne, Google, Coca-Cola, Volkswagen Bank, Aviva, Porsche, Atlas, Noble Bank, Danone, LOTOS, Sysmex, Credit Agricole Bank, Roche, BNP Paribas, ING, Orlen, Aviva, Burda Publishing, Press Glass и Infosys. Был одним из ведущих на конференциях и мотивационных встречах, в том числе с участием Роберта Чалдини, Роберта Кийосаки, Джека Кенфилда, Энтони Роббинса, Боба Проктора, Леса Брауна и Брайана Трейси. Выступает в Польше и за рубежом на книжных ярмарках и ярмарках вакансий, на которых его выступления собирают большую аудиторию. Работает в индивидуальном порядке со спортсменами (в частности, с Якубом Жезничаком, Агнешкой Кочеровской, Пшемыславом Салетой, Троем Бэтчелором, Отылией Енджейчак), знаменитостями (в частности, с Ягой Хупало, Наталией Леш, Матеушем Даменцким) и предпринимателями (в частности, с Рафалом Бжоской, Аркадием Мусем, Бартошем Скварчком). Имеет канал на YouTube, на котором публикует фильмы, посвящённые саморазвитию и бизнес-практикам, ведёт свой блог.
С 2018 года является послом бренда HTC.

## Общественная и благотворительная деятельность
Гжещак принимает активное участие в общественных кампаниях и благотворительных мероприятиях, а также в продвижении предпринимательства среди женщин. Участвует в мероприятиях таких организаций, как Большой Оркестр Праздничной Помощи, Фонд «У меня есть мечта», Фонд «Между Небом и Землёй» и «Global Woman Summit». Оказывает активную поддержку польской диаспоре в Англии, Ирландии, Германии и США. Является послом польской кампании Odblaskowi.pl, которая продвигает ношение светоотражающих элементов, улучшающих видимость пешеходов и велосипедистов, повышая тем самым их безопасность, а также, мероприятия #17миллионов, организованного Фондом Детской Помощи «Цветной Мир», который занимается оказанием профессиональной помощи детям с ДЦП. Его считают сторонником культуры открытости. В течение многих лет он активно стремится к введению в школах «мягкого обучения» и продвигает идею непрерывного образования по профессиональным или личным причинам.

## Научная работа
Матеуш Гжещак защитил кандидатскую диссертацию в Главной коммерческой школе в Варшаве по теме «Формирование персонального бренда при помощи сервиса You Tube на примере Польши и США». Является автором научных статей и гостем научных конференций в Польше и за рубежом (в частности, в Италии и Объединённых Арабских Эмиратах). Преподавал в Главной коммерческой школе в Варшаве, Высшей школе бизнеса в Домброве-Гурниче, в Щецинском университете, в Высшей школе предпринимательства и администрации в Люблине, в Экономическом университете города Катовице и в Оксфордском университете. С 2017 года является доцентом Кафедры менеджмента и членом сената Высшей школы бизнеса в городе Домброве-Гурниче. М. Гжещак является активным членом научных комитетов, в частности, Научного комитета конференции «Персонализация креативности», организованной Гуманитарно-экономической академией в городе Лодзь, а также членом Совета экспертов Высшей школы бизнеса в городе Домброве-Гурниче, членом Польской экономической ассоциации, Польской научной ассоциации маркетинга, Научной ассоциации организации и управления, American Marketing Association. Активно участвует в международных исследовательских проектах — в 2018 году, вместе с учёными из Польши, Италии, Франции и Германии, принимал участие в программе E-comma, финансированной Европейским союзом и Erasmus++ , целью которой было определение новых профессиональных ролей в маркетинге в сфере электронной коммерции, а также разработка в этом направлении соответствующих курсов. Его приглашают в Программные Советы научных конференций, в частности, он участвовал в международной конференции «Бизнес в культуре — культура в бизнесе», организованной Экономическим Университетом города Катовице, и участвует в Организационных Комитетах, в частности, на конференции Socialia 2018, на которой рассматриваются социально-педагогические проблемы современной Европы. С 2018 года он является членом организации International Society of Schema Therapy.

## Публицистика
Является автором статей Forbes Brasil, Administradores, Warsaw Business Journal и NaTemat, а также обозревателем еженедельника Wprost и журнала Elleman. Выступает в качестве эксперта на радио и телевидении в Польше и за рубежом. Его многократно цитировали польские, словацкие, австрийские, российские, украинские, вьетнамские и английские веб-порталы (включая NBC и The Oprah Magazine). СМИ называют его самым популярным психологом и тренером Польши.

## Публикации
| ISBN              | название | издательство       | город и год публикации |
| ----------------- | --- | ------------------ | ---------------------- |
| 978-83-246-1083-9 | Думай самостоятельно или это сделают за Тебя другие…                                                                | Helion/Sensus      | Гливице 2007           |
| 978-83-246-1404-2 | Alpha Male | Helion/Sensus      | Гливице 2008           |
| 978-83-246-1520-9 | Alpha Female | Helion/Sensus      | Гливице 2009           |
| 978-83-61299-81-3 | Исключительный Учитель. Обучение XXI века                                                                           | Gruner+Jahr Polska | Варшава 2009           |
| 978-83-246-2737-0 | Alpha Human | Helion/Sensus      | Гливице 2010           |
| 978-83-246-3704-1 | Эго-рцизм | Helion/Sensus      | Гливице 2012           |
| 978-83-246-9655-0 | Success and Change                                                                                                  | Helion/Sensus      | Варшава 2014           |
| 978-83-283-0801-5 | 100 happy days или как стать счастливым за 100 дней                                                                 | Onepress           | Гливице 2015           |
| 978-83-283-1100-8 | Психология отношений или как построить сознательные отношения с супругом, детьми и родителями                       | Helion             | Гливице 2016           |
| 978-83-283-1350-7 | Психология Продажи — путь к результатам, независимости и финансовому успеху                                         | Helion             | Гливице 2016           |
| 978-83-283-1363-7 | Психология Изменения — наиболее эффективные инструменты для работы с человеческими эмоциями, поведением и мышлением | Helion             | Гливице 2016           |
| 978-83-246-4760-6 | Психология Обучения или как эффективно вести семинары, управлять группами и выступать перед аудиторией              | Helion             | Гливице 2017           |
| 978-83-948280-0-4 | Психология Зависти или как справляться с критикой в личной и профессиональной жизни                                 | Starway            | Варшава 2017           |
| 978-3-319-69696-6 | Personal Brand Creation in the Digital Age: Theory, Research and Practice                                           | Palgrave Macmillan | Лондон 2018            |
| 978-83-283-4816-5 | Руководство по убеждению. Самые эффективные методы убеждения других и сознательная защита от манипуляций            | Onepress           | Гливице 2018           |
| 978-83-283-4916-2 | Календарь Create Yourself 2019                                                                                      | Helion             | Гливице 2018           |
| 978-83-283-5761-7 | Fast Languages. Быстрое изучение иностранных языков                                                                 | Onepress           | Гливице 2019           |
| 978-83-283-5859-1 | Personal branding, или как эффективно создать аутентичный личный бренд                                              | Onepress           | Гливице 2019           |
| 978-83-283-5861-4 | Календарь Create Yourself 2020                                                                                      | Onepress           | Гливице 2019           |
| 978-83-948280-4-2 | M̶Твоя (Р)еволюция                                                                                                   | Starway            | Варшава 2019           |
| 978-83-283-6893-4 | Календарь Create Yourself 2021                                                                                      | Onepress           | Гливице 2020           |
| 978-83-283-6781-4 | Уверенность в себе                                                                                                  | Onepress           | Гливице 2020           |
| 978-83-66491-03-8 | Личный бренд в формировании профессиональной карьеры управленческого персонала                                      | Difin              | Варшава 2020           |
| 978-83-283-8154-4 | Будь эффективным. инструментов для развития личностной и профессиональной эффективности                             | Onepress           | Гливице 2021           |
| 978-83-283-8227-5 | Календарь Create Yourself 2022                                                                                      | Onepress           | Гливице 2021           |

## Награды
Его книга «Success and Change» в 2015 году была выбрана пользователями Интернета и награждена статуэткой Теофраста в качестве самой популярной книги по психологии. Данная публикация была издана на немецком языке. За внедрение в польских компаниях современных методов управления М. Гжещак был награждён статуэткой Manager Award 2017, это касается партисипативного управления, внедрения передовых стратегий продажи в автомобильной и топливной отраслях, международных научных исследований в сфере формирования бренда в социальных сетях и связанных с этим маркетинговых эффектов. В 2017 году он получил статуэтку «Оптимист 2017 года» за то, что «вдохновил миллионы поляков на позитивное мышление, взаимное уважение и сотрудничество, а также за продвижение идеи личностного развития и мотивирование к новаторству и креативности в профессиональной жизни», а также награды «Люкс-Бренд 2017 года», «Символ Польского Менторства 2017», «Положительный ген инновации», признанную журналом «Wprost» за создание авторских и новаторских моделей продажи e-commerce и цифрового брендинга. Является лауреатом статуэтки «Вдохновители бизнеса 2017», которой награждаются лучшие менеджеры в Польше.
За эффективное объединение мира науки и бизнеса, а также за продвижение польского предпринимательства за рубежом был награждён статуэткой «Тигр Бизнеса 2018». Его научные статьи награждаются на международных научных конференциях, в частности, статья Young Consumers’ Behaviours in Social Media and Their Impact on Personal Brand Development, соавтором которой был Гжещак вместе с профессором Катажиной Билинской-Реформат, награждена Research Excellence Award во время The International Scientific Conference on Challenges in Business and Social Sciences в Дубае. В рамках плебисцита Орлы «Wprost» он был награжден статуэткой Учителя польского Бизнеса — за внедрение современных обучающих методов, ведущих к развитию польских предприятий, и формирование лидеров в бизнесе. В 2018 году также был удостоен титула «Визионер 2018 года». Вместе с профессором Катажиной Билинской-Реформат из Экономического Университета в Катовицах был удостоен награды «Science for business» за создание новаторских бизнес-решений, приносящих ощутимую пользу в сфере управления и маркетинга для сектора МСП, а также за новые направления развития в области обучения и консультирования. Был признан студентами Академии WSB «Преподавателем 2018 года» в категории «Личность».
В 2019 году он получил грин-карту и стал резидентом США на основании EB1. В 2020 году управляемая им компания «Starway» получила престижную награду «Бриллианты Forbes 2020». В 2021 году президент РП наградил его Бронзовым крестом заслуги за особый вклад в деятельность по развитию науки.

## Спорт
Серьёзно связан со спортом. Занимается борьбой, является обладателем пурпурного пояса по бразильскому джиу-джитсу. Является судьёй в волейболе и младшим спасателем на воде. Имеет степень divemaster PADI. В СМИ выступает за продвижение здорового образа жизни. Имеется множество публикаций, связанных с его физической трансформацией.

## Музыка
Является автором концепции и текстов альбома «Ангелы и демоны», выпущенного студией «Step Records», к которому написал музыку и аранжировку Марцин «Pawbeats» Павловский. На диске, состоящем из 12 треков, который сочетает в себе музыку, науку, искусство и психологию, в качестве гостей записались Збигнев Замаховский и Данута Стенка.